# South Andaman (ö)
South Andaman är en ö i Indien.   Den ligger i unionsterritoriet Andamanerna och Nikobarerna, i den sydöstra delen av landet. Arean är 1 268 kvadratkilometer.
Terrängen på South Andaman är lite kuperad. Öns högsta punkt är 465 meter över havet. Den sträcker sig 84,7 kilometer i nord-sydlig riktning, och 29,8 kilometer i öst-västlig riktning.